# Ненов, Станимир
Станимир Ненов (болг. Станимир Ненов; род. 17 ноября 1955, Варна) — болгарский легкоатлет, специалист по бегу на средние и длинные дистанции, кроссу, стипль-чезу и марафону. Выступал в 1977—1989 годах, победитель и призёр ряда крупных международных стартов, многократный чемпион Болгарии, участник летних Олимпийских игр в Москве.

## Биография
Станимир Ненов родился 17 ноября 1955 года в городе Варна, Болгария. Занимался лёгкой атлетикой в местном клубе «Черно море».
Будучи студентом, в 1977 году представлял Болгарию на домашней Всемирной Универсиаде в Софии, где в зачёте бега на 3000 метров с препятствиями не смог пройти дальше предварительного квалификационно этапа.
В 1980 году стал чемпионом Болгарии в стипль-чезе, тогда как на международном старте в Братиславе установил личный рекорд в данной дисциплине — 8:32.8. Благодаря череде успешных выступлений удостоился права защищать честь страны на летних Олимпийских играх в Москве — в полуфинале 3000-метрового стипль-чеза показал время 8:50.17, чего оказалось недостаточно для выхода в финал.
В 1981 году выиграл чемпионат Болгарии в беге на 5000 метров и в длинном кроссе, в беге на 3000 метров с препятствиями завоевал серебряную награду на международном старте в Будапеште.
В 1982 году одержал победу на чемпионате Болгарии по марафону.
В 1983 году защитил звание чемпиона Болгарии по марафону, превзошёл всех соперников на Варшавском марафоне, с личным рекордом 2:16:58 финишировал вторым на Будапештском марафоне.
В 1985 году занял 39-е место на Кубке Европы по марафону в Риме.
В 1986 году с результатом 2:16:41 финишировал 19-м на Берлинскомй марафоне.
В 1987 году показал 38-й результат на Кубке мира по марафону в Сеуле и 41-й результат в марафоне на чемпионате мира в Риме.
В 1988 году в третий раз выиграл чемпионат Болгарии по марафону.
Завершил спортивную карьеру по окончании сезона 1989 года.